# Potrójny aut
Potrójny aut (ang. triple play) – w baseballu zagrywka drużyny broniącej, która polega na wyeliminowaniu (wyautowaniu) trzech zawodników w jednej akcji, pod warunkiem że nie popełniono błędu.
Triple play to bardzo rzadkie zagranie, do którego dochodzi tylko kilka razy w sezonie. Dla porównania, double play (podwójny aut) zdarza się niemal w każdym z 2430 meczów w sezonie regularnym MLB.